# Commune (Mali)
Pour les articles homonymes, voir Commune (homonymie).
Les communes maliennes sont des collectivités territoriales, au même titre que les régions, contrairement aux cercles et aux arrondissements qui sont des circonscriptions administratives. Elles représentent le 4e niveau de subdivision administrative du pays, après la région, le cercle et l'arrondissement. Depuis 2023, le pays compte 815 communes.

## Organisation
La commune est une collectivité territoriale dotée de la personnalité morale et de l’autonomie financière. Les communes urbaines se composent essentiellement de quartiers, les communes rurales essentiellement de villages et de fractions.
La commune est administrée par un conseil communal ayant en sa tête le bureau communal dirigé par le maire. Chaque village est 
dirigé par un chef de village assisté par le conseil de village.

## Histoire
C'est à l'époque du Soudan français, à la fin des années 1910 que se mettent en place des communes-mixtes, prévues par un arrêté du gouverneur général du 1er janvier 1911. Les premières communes-mixtes sont constituées dans un premier temps à Bamako et Kayes (le 1er janvier 1919), puis à Mopti au 1er janvier 1920. Les communes mixtes de Ségou et Sikasso sont instituées en 1953 et 1954.
Ces communes-mixtes sont gérées par un administrateur-maire nommé par arrêté du lieutenant-gouverneur, assisté d’une commission municipale du 1er degré composé de huit membres titulaires (4 notables citoyens français, 4 notables sujets français) et 4 membres suppléants (2 citoyens français, 2 sujets français).
La loi française no 55-1489 du 18 novembre 1955 prévoit la création de communes de plein exercice par décret pris sur les rapports du ministre de la France d’Outre-mer après avis de l’assemblée territoriale intéressée. Par cette même loi, Bamako, Kayes, Ségou et Mopti deviennent en 1956 des communes de plein exercice. Leur maire est élu par le conseil municipal en son sein, le conseil est élu par un collège unique.
Sept communes de moyen exercice sont créées en 1958 : il s’agit de celles de Kita, Kati, Koulikoro, Koutiala, San, Tombouctou et Gao. Le maire est  un fonctionnaire nommé par le chef de territoire, assisté d’un conseil municipal élu par un collège unique.

### Depuis 1960
En 1992, lors des élections communales du 19 janvier 1992, le pays compte 19 communes urbaines : Nioro, Kayes, Kita, Kati, Koulikoro, Koutiala, Bougouni, Sikasso, Ségou, San, Mopti, Tombouctou, Gao et les 6 communes de Bamako.
La structure communale est organisée par la loi no 96-059/AN-RM du 4 novembre 1996. Les communes conservent généralement les mêmes limites que les anciens arrondissements. 701 communes forment alors le maillage de base du territoire malien, dont 682 nouvelles communes, dont 664 rurales et 18 urbaines.
Le découpage administratif instauré en mars 2023 divise le Mali en 19 régions, 1 district, 159 cercles, 474 arrondissements, 815 communes et 12 641 villages, fractions ou quartiers. Dans le district de Bamako, les 6 communes urbaines sont supprimées au profit de 7 arrondissements qui ne sont plus des collectivités territoriales.

## Élections communales
La Commune est gérée par un Conseil communal élu au suffrage universel direct. Le Maire et ses adjoints forment le Bureau communal, 
organe exécutif de la Commune. Le Maire est élu au suffrage universel direct tandis que les adjoints sont élus par les conseillers communaux au suffrage universel indirect.
Les élections communales se sont déroulées au Mali cinq fois depuis l'indépendance : 1992, 1999, 2004, 2009 et 2016. 
- Élections municipales maliennes de 1992
- Élections municipales maliennes de 2004